# Paul Frees
Paul Frees (22 de junio de 1920 - 2 de noviembre de 1986) fue un actor de reparto y actor de voz de nacionalidad estadounidense.

## Biografía
Nacido en Chicago, Illinois, su verdadero nombre era Solomon Hersh Frees. Frees tenía una voz con una inusual gama de cuatro-octavas que le capacitaba para dar voz desde el profundo bajo del "Ghost Host" de la atracción La Casa Encantada, en Disneyland, hasta la chillona voz del Little Green Sprout en los comerciales de la marca Green Giant. Frees inició su carrera artística en 1942 y permaneció activo durante más de 40 años. En ese tiempo intervino en más de 250 películas, producciones de animación y actuaciones televisivas. Como ocurre con muchos actores de voz, sus actuaciones a menudo no se reflejaban en los títulos de crédito.
La carrera radiofónica de Frees se vio cortada al ser alistado para servir en el ejército durante la Segunda Guerra Mundial, luchando en Normandía, Francia, en el Día D. Fue herido en acción, por lo que fue repatriado y necesitó un año para recuperarse de sus heridas. Tras todo ello estudió en el Instituto de Arte Chouinard gracias a la G.I. Bill. Sin embargo, la mala salud de su primera esposa le forzó a abandonar estos estudios, por lo que hubo de volver a la radio actuando con frecuencia en programas radiofónicos en Hollywood, entre ellos Escape. Además, hizo primeros papeles y alternó con William Conrad como locutor del programa Suspense a finales de los años 40, además de otras participaciones en Gunsmoke y Crime Classics. Uno de sus pocos papeles protagonistas en este medio fue el de Jethro Dumont en la serie de 1949 The Green Lama, así como su trabajo para The Player, show en el cual narraba e interpretaba todos los papeles.
En las décadas de 1950 y 1960 Frees fue solicitado para retocar el diálogo de otros actores, a menudo corrigiendo acentos extranjeros, falta del dominio del inglés, o pobres lecturas por parte de no-profesionales. Esos doblajes ocupaban desde unas pocas líneas hasta la totalidad de un papel. Un ejemplo claro es el del film Midway, en el cual Frees dobla a Toshirō Mifune en su actuación como el almirante Yamamoto. Frees también dobló completamente el papel de Eddie en la película de Disney The Ugly Dachshund, reemplazando al actor Dick Wessel, que había fallecido súbitamente por un infarto agudo de miocardio tras completar la fotografía principal.
A diferencia de muchos actores de voz que hicieron la mayor parte de su trabajo para un solo estudio, Frees trabajó extensamente con al menos nueve de las mayores compañías de animación: Walt Disney Studios, Walter Lantz Productions, United Productions of America, Hanna-Barbera, Filmation, Metro-Goldwyn-Mayer, DePatie-Freleng Enterprises, Jay Ward Productions y Rankin/Bass.
Frees estuvo activo hasta el momento de su fallecimiento, ocurrido de manera súbita en Tiburón (California), a causa de un fallo cardiaco el 2 de noviembre de 1986. Tenía 66 años de edad. Sus restos fueron incinerados y las cenizas esparcidas en el Océano Pacífico.

## Selección de sus trabajos

### Disney
Algunas de las voces más memorables de Paul Frees fueron destinadas a varios proyectos de The Walt Disney Company. Así, Frees dio voz al Profesor Ludwing von Pato en 18 episodios of the Disney anthology television series. El personaje también aparecía en muchas grabaciones de Disneyland Records. En la primera animación de Von Pato, An Adventure in Color, se interpretaba la canción The Spectrum Song, cantada por Frees como Von Pato.  
Frees también fue el narrador de diferentes productos de Disney, entre ellos el corto educacional Donald in Mathmagic Land. 
Así mismo, Frees dio voz a numerosos personajes en los parques Disney, entre ellos el "Ghost Host" de la atracción La Casa Encantada, en Disneyland y Walt Disney World, y diferentes piratas de audio-animatronics. Frees también hizo la narración de la atracción Adventure Thru Inner Space (1967–1985), del parque Tomorrowland. Frees hizo también un pequeño papel en persona en el filme de Disney de 1959 The Shaggy Dog.
Entre sus otros créditos para Disney, la mayor parte son narraciones para diferentes segmentos de Disney anthology television series. Entre otros trabajos figuran los siguientes:
- Man in Space (TV, 1954)
- From Aesop to Hans Christian Andersen (TV, 1955)
- The Nine Lives of Elfego Baca (miniserie de TV, 1958)
- Tales of Texas John Slaughter (miniserie de TV, 1958)
- The Shaggy Dog (cine, 1959)
- The Absent-Minded Professor (cine, 1961)
- Moochie of Pop Warner Football (TV, 1960)
- The Monkey's Uncle (cine, 1965)

Por su contribución al legado de Disney, Frees fue honrado a título póstumo como Leyenda de Disney el 9 de octubre de 2006.

### Jay Ward Productions
Frees trabajó con regularidad en las animaciones de Jay Ward, dando voz a Boris Badenov, al Inspector Fenwick (de Dudley Do-Right), al simio de George of the Jungle, y narrando Hoppity Hooper, entre otros trabajos.

### Rankin/Bass
Frees es también recordado por muchos de los personajes de las animaciones de Rankin/Bass y de sus especiales televisivos en stop-motion, entre ellos el villano Burgermeister Meisterburger y su ayudante Grimsby en Santa Claus Is Comin' to Town (1970). También dobló a varios personajes en Frosty the Snowman en 1969. En 1976 hizo varias voces, entre ellas la de Eon the Terrible, en Rudolph's Shiny New Year. En 1968 intervino en dos producciones de Rankin/Bass, The Mouse On The Mayflower, y The Little Drummer Boy. Además dio voz a varios personajes de J. R. R. Tolkien (sobre todo el enano Bombur) en versiones animadas que Rankin/Bass hizo de El hobbit y El retorno del Rey. Finalmente, también participó en El último unicornio e hizo varias voces para la serie de animación The Jackson 5ive entre 1971 y 1973.
Otros especiales y películas de Rankin/Bass en los que trabajó Paul Frees fueron:
- Rudolph the Red-Nosed Reindeer (1964) Voz de Donner, Cometa, y padre de Clarice
- The Mad, Mad, Mad Comedians (1970)  Voz de Chico Marx, Zeppo Marx, y W.C Fields (sin créditos)
- Here Comes Peter Cottontail (1971) Voz del ayudante del Coronel Washington, hombre en la mesa de Acción de Gracias, y Santa Claus
- Frosty's Winter Wonderland  (1976) Voz de Jack Frost
- Nestor, The Long-Eared Christmas Donkey  (1977) Voz de Olaf y el vendedor de asnos
- Rudolph and Frosty's Christmas in July (1979) Voz de Jack Frost, Policía y Winterbolt
- Jack Frost (1979) Voz de Padre Invierno y Kubla Kraus

### Otros trabajos como actor de voz
Frees dio voz  todos los personajes, excepto el principal, en las versiones para Estados Unidos de Belvision de los dibujos Las aventuras de Tintín, basados en los libros de Hergé. 
En el corto de 1956 en Cinemascope de los personajes Tom y Jerry Blue Cat Blues, Frees daba voz al narrador. Así mismo, cinco años antes había dado voz al primo de Jerry en Jerry's Cousin. 
Para el especial navideño de 1962 Mr. Magoo's Christmas Carol, producido por United Productions of America, Paul Frees doblaba a Fezziwig, al caritativo, a dos ladrones y al director teatral de Mr. Magoo. Posteriormente colaboró con numerosas voces en posteriores animaciones de la serie The Famous Adventures of Mr. Magoo.
Frees dio voz a John Lennon y George Harrison en la serie animada de 1965 The Beatles. En la serie Frankenstein Jr. and The Impossibles (1966) fue el narrador, Big D y Fluid Man. Fue Thing en la serie de 1967 Fantastic Four, así como el Presidente James Norcross en la serie de 1967 Super President. Hizo varios papeles—narrador, Jefe de Estado, los jueces y el alguacil—en el filme de animación de George Lucas / John Korty Twice Upon a Time.
En los comerciales televisivos dio voz a Pillsbury Doughboy, al pájaro de 7 Up Fresh-Up Freddie, a Toucan Sam de Froot Loops, a Boo-Berry en la serie de comerciales de General Mills, y al Little Green Sprout de Green Giant.
Frees fue también narrador de muchas películas y series televisivas convencionales, entre ellas Naked City (1958–1963). También dio voz al excéntrico multimillonario John Beresford Tipton, siempre sentado con la espalda hacia el público mientras hablaba con su empleado (con la voz de Marvin Miller), en la serie The Millionaire. Además, trabajó en los filmes de Jerry Lewis "The Disorderly Orderly" y "The Ladies Man".
Frees tuvo una amplia gama de papeles, usualmente como actor de voz, y frecuentemente sin aparecer en los créditos. Algunos de sus mejores momentos son los siguientes:
- Narrador de dieciséis episodios de la serie de ciencia ficción de la NBC Steve Canyon, protagonizada por Dean Fredericks (1958–1959)
- Narrador del documental sobre J. Robert Oppenheimer, The Day After Trinity
- La voz de Peter Lorre en la versión de Spike Jones de la canción My Old Flame.
- Narrador de Stan Freberg Presents The United States of America Vol. 1. En el Volumen 2, que apareció tras su muerte, hubo de ser sustituido por Corey Burton.
- La voz de los alienígenas en Earth vs. the Flying Saucers
- Narrador en el filme de 1967 The St. Valentine's Day Massacre.
- Voz de la supercomputadora Colossus en Colossus: The Forbin Project.
- Narrador del show presentación de la atracción Great Moments with Mr. Lincoln, en el Illinois Pavilion de la Feria mundial Nueva York 1964. La exhibición fue producida por Disney, y posteriormente trasladada a Disneyland.
- La figura amortajada de la "Muerte" en el filme de Woody Allen Love and Death.
- Narrador del corto Hardware Wars (1977).
- Voz de KARR en "K.I.T.T. vs. K.A.R.R." – un episodio de la tercera temporada de la serie Knight Rider.
- Voz de "Josephine" (la parte femenina del personaje de Tony Curtis) en la película de Billy Wilder Some Like It Hot.[4]
- Voz de Dr. Who en King Kong Escapes.
- Voces de "Antoine" y "Alecto" en Atoll K.
- Voz del cangrejo "Crusty" en The Incredible Mr. Limpet, una producción de Warner Brothers mezclando imagen real con animación.
- Voz de presentación en Mister Terrific, una sitcom de 17 episodios emitida en 1967, protagonizada por Stephen Strimpell.
- Voz de introducción en Bradbury 13, una serie radiofónica, originalmente producida para National Public Radio por Michael McDonough, 1984.
- Cantante del tema "Dark Town Strutters Ball" en el filme de 1971 El abominable Dr. Phibes.
- Voz del personaje del título en "The Cyclops" (1957).
- Narrador de la secuencia de los títulos en los primeros episodios de la primera temporada de Mi bella genio.
- Grabación con Spike Jones en 1959 del álbum "Spike Jones in Hi-Fi, A Spooktacular in Screaming Sound".

### Otros trabajos
Aunque Frees es conocido principalmente como actor de voz, también fue compositor y guionista, destacando su trabajo como director y guionista de la película de 1960 The Beatniks. 
En raras ocasiones Frees actuó ante la cámara en pequeños papeles. Así, fue un científico en The Thing from Another World, un sacerdote en A Place In The Sun, y McMasters en The Big Sky.  En 1955 intervino junto a Ann Doran en un capítulo de la sitcom de la CBS Meet Mr. McNutley. En Jet Pilot interpretó a un oficial soviético, trabajando con Janet Leigh y John Wayne. También tuvo un papel sin acreditar en Patton.
También es de resaltar su papel de locutor radiofónico en La guerra de los mundos. El productor del film, George Pal, dio a Frees la oportunidad de trabajar en la película de fantasía de 1960 Atlantis, the Lost Continent y de hacer la narración inicial en la producción de 1975 Doc Savage. De Frees fueron también las voces apocalípticas de los "anillos parlantes" en la película de George Pal The Time Machine. Finalmente, recitó la narración final de Regreso al Planeta de los Simios.